# Alcântaras
Alcântaras est une municipalité brésilienne de l'État du Ceará.